# Къща на Марин Устагенов
Къщата на Марин Устагенов се намира на ул. „Оборище“ 61 в София.
Построена е за нуждите на семейството на художника Марин Устагенов по проект на арх. Никола Занков. Тя е триетажна. След 1944 г. къщата е национализирана и чак след 1990 г. е върната на наследниците му, възстановена е от пианистката във Франкфуртската опера Здравка Боздуганова, която е негова внучка.
На фасадата на къщата е поставена паметна плоча в чест на художника.